# Clotilde García del Castillo (Sorolla)
Clotilde García del Castillo è un quadro dipinto nel 1890 dal pittore valenzano Joaquín Sorolla. Si tratta di un ritratto che fa parte delle opere lasciate in eredità per la creazione del museo Sorolla, situato a Madrid.

## Descrizione
Questo quadro di Joaquín Sorolla ritrae Clotilde García del Castillo, la moglie del pittore, seduta su una sedia di legno. La tela venne dipinta nel 1890, poco dopo la nascita di María, la più grande delle figlie della coppia. Clotilde indossa un abito nero elegante e dei guanti marroni. I capelli sono raccolti in un cignon ornato da un fiore giallo sulla sommità della testa. La sua mano destra si appoggia sulla guancia mentre la mano sinistra riposa su un bracciolo. Ella si volta verso la sua destra, pertanto è ritratta di tre quarti. Lo sfondo chiaro e neutro cancella qualsiasi accenno di prospettiva, una tecnica adoperata dal Velázquez.
Sorolla dipinse molti altri ritratti di sua moglie, come la tela del 1909 Passeggiata in riva al mare, nella quale Clotilde cammina su una spiaggia con sua figlia, oppure l'opera Clotilde in abito da sera del 1910.